# Frankrijk op het Junior Eurovisiesongfestival 2004
Frankrijk nam deel aan het Junior Eurovisiesongfestival 2004 in Lillehammer, Noorwegen. Het was het debuut van het land op het Junior Eurovisiesongfestival. France 3 was verantwoordelijk voor de Franse bijdrage voor de editie van 2004.

## Selectieprocedure
De selectie van de Franse kandidaat had heel wat voeten in de aarde. De Fransen hielden eerst castings, waaruit elf kandidaten werden gekozen. Deze mochten op 20 september 2004 elk een bekend Frans lied vertolken, waarna er drie finalisten werden gekozen. Deze drie mochten opnieuw een lied van een andere auteur zingen. Uiteindelijk haalde Thomas het van Julie en Axelle in de puntentelling. De punten werden voor de helft verdeeld door een vakjury, de andere helft door het publiek via televoting.
Na de nationale finale kreeg Thomas de opdracht zelf een lied te componeren. Met dat lied, Si on voulait bien, trok hij uiteindelijk naar Lillehammer.

## In Lillehammer
Frankrijk trad als zesde van achttien landen op tijdens de grote finale van het Junior Eurovisiesongfestival 2004 in Lillehammer, na gastland Noorwegen en voor Macedonië. Aan het eind van de avond stond Frankrijk op de zesde plaats, met 78 punten. België en Spanje hadden elk acht punten veil voor Frankrijk, het hoogste aantal waarop het land kon rekenen. Na deze deelname trok het land zich meteen terug uit het Junior Eurovisiesongfestival.